# هری دیوی
هری دیوی (انگلیسی: Harry Devey; september - december 1864 – ۱۹۴۰ (۷۹−۸۰ سال)) بازیکن فوتبال اهل پادشاهی متحد بریتانیای کبیر و ایرلند بود.
از باشگاه‌هایی که در آن بازی کرده‌است می‌توان به باشگاه فوتبال استون ویلا اشاره کرد.